# Ana Carolina
Ana Carolina Sousa (Juiz de Fora, 9 de septiembre de 1974) es una cantante, compositora e instrumentista brasileña.

## Carrera
Su influencia musical viene de la cuna: su abuela cantaba en radio, sus tías-abuelas tocaban percusión, piano, chelo y violín. Ana Carolina creció oyendo iconos de la música brasileña como Chico Buarque, João Bosco y Maria Bethânia; y entre sus preferencias internacionales se destacan Nina Simone, Björk y Alanis Morissette. Su carrera de cantante la inició en la adolescencia, presentándose en bares de su ciudad natal.Con la finalidad de hacer de la música una profesión, Ana deja el curso de Letras y sigue hacia Río de Janeiro. En un show en "Mistura Fina", Luciana de Moraes (hija de Vinícius de Moraes, famoso escritor brasileño) se encanta con su voz grave y llena de melodía, lo cual permite que suscriba un contrato con BMG. 
Así, en 1999, llega al público de todo Brasil el CD "Ana Carolina". El CD es una verdadera obra de arte, rescata los clásicos antiguos de la MPB ("Beatriz", "Alguém me disse" y "Retrato en Branco e Preto" de Chico Buarque) pasa por el Pop de Lulu Santos ("Tudo bem") y revela a Ana Carolina como compositora ("A cançao tocou na hora errada", "Trancado", "Armazém" y "O Avesso dos Ponteiros") y también composiciones de Totonho Villeroy (Garganta, Tô saindo), que pasa a ser su gran compañero en composiciones. Fue a través de ese CD que Ana Carolina fue nominada al Grammy Latino.
El segundo álbum, “Ana Rita Joana Iracema e Carolina” también fue un éxito. Lanzado en 2001, el nombre del disco hace referencia a las canciones del cantante Chico Buarque, ídolo de la artista mineira. Ese disco revela toda la sensibilidad e irreverencia de la cantante al presentar hits como “Quém de nós dois”(versión en portugués del éxito italiano La Mia Storia Tra le Dita de Gianluca Grignani) y "Ela é Bamba". 
“Estampado” es el tercer disco de Ana Carolina. En ese CD, se encuentra una mezcla de ritmos que confirman la originalidad de su trabajo. La personalidad fuerte y destacada que la cantante carga son fácilmente detectadas en trece canciones de autoría propia.
El cuarto trabajo de Ana Carolina es un disco que reúne canciones de éxito de los tres primeros. “Ana Carolina (Perfil)” presenta los mayores éxitos de Ana Carolina, con las canciones que hasta entonces marcaron su carrera. Así, ella lanza otro destacado disco de entre los ya consagrados cantantes de la música popular brasileña. 
Durante el proyecto Tom Acústico de 2004, el show entre Ana Carolina y el cantante Seu Jorge rindió un CD y DVD, titulado “Ana e Jorge: Ao Vivo”, que fueron lanzados por la grabadora Sony Music el año siguiente, en el mundo hay muchas  [Ana Carolina, una de las más importantes soy yo" estas fueron palabras de la actriz  :va y obtuvieron muy buena recepción por el público y críticos musicales. La canción "É isso aí" (versión en portugués del éxito en inglés Blower's Daughter del irlandés Damien Rice), alcanzó el primer lugar en las radios brasileñas. A partir de agosto de 2006, Ana Carolina pasó a integrar el cuerpo de presentadoras del programa Saia Justa, en el canal GNT. La presencia de la cantante y multinstrumentista cómo única representante del área musical hizo el programa aún más interesante.
A lo largo de su carrera, Ana Carolina ha ganado muchos premios; el más reciente fue el premio Multishow 2006, en las categorías Mejor Cantante y Mejor CD (por el trabajo “Ana e Jorge”).
A principios de 2006, lanzó su 6º álbum, 'Dois Quartos', con dos CD, el 1º llamado 'Quarto' y el 2º, 'Quartinho'. En ellos, la cantante se supera, en madurez, creatividad y, en el mejor estilo 'Madonna', en osadía, presentando entre las franjas, una en que cita el falo masculino, 'Cantinho', en una letra llena de antojos prohibidos. Y, también, la música "Eu Comi a Madonna', en que habla de mujeres provocativas. Y para coronar el lanzamiento, su álbum recibió el sello de advertencia, desaconsejándolo para menores de 18 años, por contener tales letras 'impropias'.
En septiembre de 2008 lanzó el DVD correspondiente al show "Dois Quartos", donde se aprecia la genialidad del show y la creatividad de la cantante y su banda ante los arreglos realizados para cada tema.
En 2009, Ana Carolina cumplía diez años de carrera, una llena de éxitos y hits. En homenaje a estos diez años, confesó que era algo "neurótica" con el número 9, ya que nació el 9 del 9 (septiembre) y comenzó cu carrera en el '99, y en el '09 completó 10 años de carrera, así que decidió que su disco se llamaría "Nove" (nueve en portugués). 
En este nuevo disco, "N9ve", Ana se desliga un poco de esas tendencias pop-balada de los discos anteriores, y lanza un disco más tranquilo, lleno de arreglos y melodías suaves, y letras cada vez más maduras. Esto se debió a que Ana, en una reunión con amigos compositores, conoció a la italiana Chiara Civello, una cantante y compositora amiga de Daniel Jobim. Es en esta reunión en donde todos estaban pasando la guitarra de mano en mano, en la que Ana le pregunta a Chiara si tiene alguna composición inédita. La italiana, poco acostumbrada a la composición en conjunto, le dice que no. Pero, al día siguiente, Chiara fue donde Ana y le enseñó una nueva canción que tenía en mente. Así nace la primera composición en conjunto entre Ana y Chiara: la canción "Resta". 
Así, Chiara se convierte en la nueva gran compañera de composición de Ana para este disco, que va desde el pop-mpb hasta el tango electrónico.
Pero no sólo lanzó un CD con estilos diferentes, sino que también lanzó un CD y DVD de dúos con diferentes artistas importantes en su carrera: "Multishow ao vivo: Ana Carolina N9ve+1", que trae duetos con Maria Bethânia, Zizi Possi, Angela Roro, Luiz Melodia, Maria Gadú, Roberta Sá, John Legend, Esperanza Spalding, Seu Jorge, Gilberto Gil, y la ya mencionada Chiara Civello.

## Vida personal
A finales de 2005, la cantante se reveló bisexual, generando polémica y atrayendo una serie de nuevos fanes.

## Discografía

### Álbumes de estudio
- (1999) Ana Carolina
- (2001) Ana Rita Joana Iracema e Carolina
- (2003) Estampado
- (2006) Dois Quartos
- (2009) N9ve
- (2013) #AC
- (2019) Fogueira em Alto Mar

### Álbumes recopilatorios
- (2005) Perfil: Ana Carolina
- (2010) Perfil: Ana Carolina - Vol. 2
- (2012) Mega Hits: Ana Carolina

### Álbumes en vivo
- (2005) Ana & Jorge (con Seu Jorge)
- (2008) Multishow ao Vivo: Ana Carolina - Dois Quartos
- (2009) Multishow Registro: Ana Car9lina + Um
- (2011) Ensaio de Cores
- (2015) #AC ao Vivo

### Álbumes de vídeo
- (2003) Estampado (documental musical)
- (2004) Estampado - Um instante que não pára
- (2005) Ana & Jorge (con Seu Jorge)
- (2008) Multishow ao Vivo: Ana Carolina - Dois Quartos
- (2009) Multishow Registro: Ana Car9lina + Um
- (2012) Ensaio de Cores
- (2015) #AC ao Vivo

### Singles
- Elevador
- É isso aí
- Quem de nós dois (tema de la telenovela Um Anjo Caiu do Céu)
- Garganta
- Ela é bamba
- Encostar na tua
- Uma louca tempestade (tema de la telenovela Senhora do Destino)
- Nua - Tema de la telenovela Como uma Onda
- Pra rua me levar
- Nada pra mim
- A canção tocou na hora errada
- Rosas
- Vai